# A gép (film, 2023)
A gép (eredeti cím: Plane) 2023-ban bemutatott amerikai akcióthriller, melyet Charles Cumming és J. P. Davis forgatókönyvéből Jean-François Richet rendezett. A főbb szerepekben Gerard Butler, Mike Colter, Yoson An és Tony Goldwyn látható. 
2023. január 13-án mutatták be az Amerikai Egyesült Államokban. Magyarországon január 26-án kerül mozikba a Fórum Hungary forgalmazásában.

## Cselekmény
Brodie Torrance utasszállító pilóta sikeres kényszerleszállást hajt végre, miután repülőgépe súlyos károkat szenved egy viharban. Hamarosan rájön, hogy Jolo szigetén, a Fülöp-szigetek egy távoli területén landolt, amelyet felfegyverzett kormányellenes milíciák uralnak. Egy helyi vezető megtalálja az utasokat és túszul ejti őket, hogy nagy összegű váltságdíjat gyűjtsön be családjaiktól. A nemzetközi mentőalakulatok képtelenek időben rájuk találni. Brodie-nak így nem marad más választása, mint szabadon engedni egy elítélt gyilkost, akit neki kellett volna biztonságos helyre szállítania. Ketten összefognak, hogy megmentsék az utasokat és kijussanak a szigetről.

## Szereplők
| Szerep          | Színész            | Magyar hang     |
| --------------- | ------------------ | --------------- |
| Brodie Torrance | Gerard Butler      | Kőszegi Ákos    |
| Louis Gaspare   | Mike Colter        | Bognár Tamás    |
| Samuel Dele     | Yoson An           | Csiby Gergely   |
| David Scarsdale | Tony Goldwyn       | Schnell Ádám    |
| Bonnie Lane     | Daniella Pineda    | Pánics Lilla    |
| Terry Hampton   | Paul Ben-Victor    | N/A             |
| Shellback       | Remi Adeleke       | Mészáros András |
| Matt Sinclair   | Joey Slotnick      | N/A             |
| Hajan           | Claro de los Reyes | Pásztor Tibor   |
| Brie            | Lilly Krug         | Kántor Kitty    |
| Katie           | Kelly Gale         | Kardos Eszter   |
| Datu Junmar     | Evan Dane Taylor   | N/A             |

### Magyar változat
- Főcím: Endrédi Máté
- Magyar szöveg: Jeszenszky Márton
- Hangmérnök és vágó: Szabó Miklós
- Gyártásvezető: Boskó Andrea
- Szinkronrendező: Kosztola Tibor
- Produkciós vezető: Balázs Barbara Orsolya

A szinkront a Dub 4 Studios készítette

## A film készítése
2019 októberében jelentették be, hogy Gerard Butler csatlakozott a szereplőgárdához és Alan Siegel mellett ő lett a film egyik producere is.
2019 novemberében a Lionsgate Films megszerezte a film forgalmazási jogait. 2020 novemberében lemondott a projektről, miután nem sikerült olyan gyártási biztosítást kötnie, amely fedezte volna egy újabb COVID-19 járvány kitörése miatti veszteségeket. A stúdió nem akarta kockára tenni a film 50 millió dolláros költségvetését, végül a Solstice Studios szerezte meg a film jogait.
2021 augusztusában Kelly Gale, Mike Colter, Daniella Pineda, Yoson An, Remi Adeleke, Haleigh Hekking, Lilly Krug, Joey Slotnick és Oliver Trevena is csatlakozott a stábhoz. A forgatás ugyanebben a hónapban kezdődött meg Puerto Ricóban.
A film vezető producere Nik Bower, Deepak Nayar, Alastair Burlingham, Gary Raskin, Michael Cho, Tim Lee, Osita Onugha, J.P. Davis, Vicki Dee Rock, Allen Liu, Christian Gudegast és Edward Fee lett.

## Bemutató
2023. január 13-án került az amerikai mozikba a Lionsgate forgalmazásában. Korábban a bemutató időpontja 2023. január 27-re volt kitűzve.

## Fordítás
- Ez a szócikk részben vagy egészben  a   Plane (film) című angol Wikipédia-szócikk fordításán alapul.  Az eredeti cikk szerkesztőit annak laptörténete sorolja fel. Ez a jelzés csupán a megfogalmazás eredetét és a szerzői jogokat jelzi, nem szolgál a cikkben szereplő információk forrásmegjelöléseként.